# Remparts de Kairouan

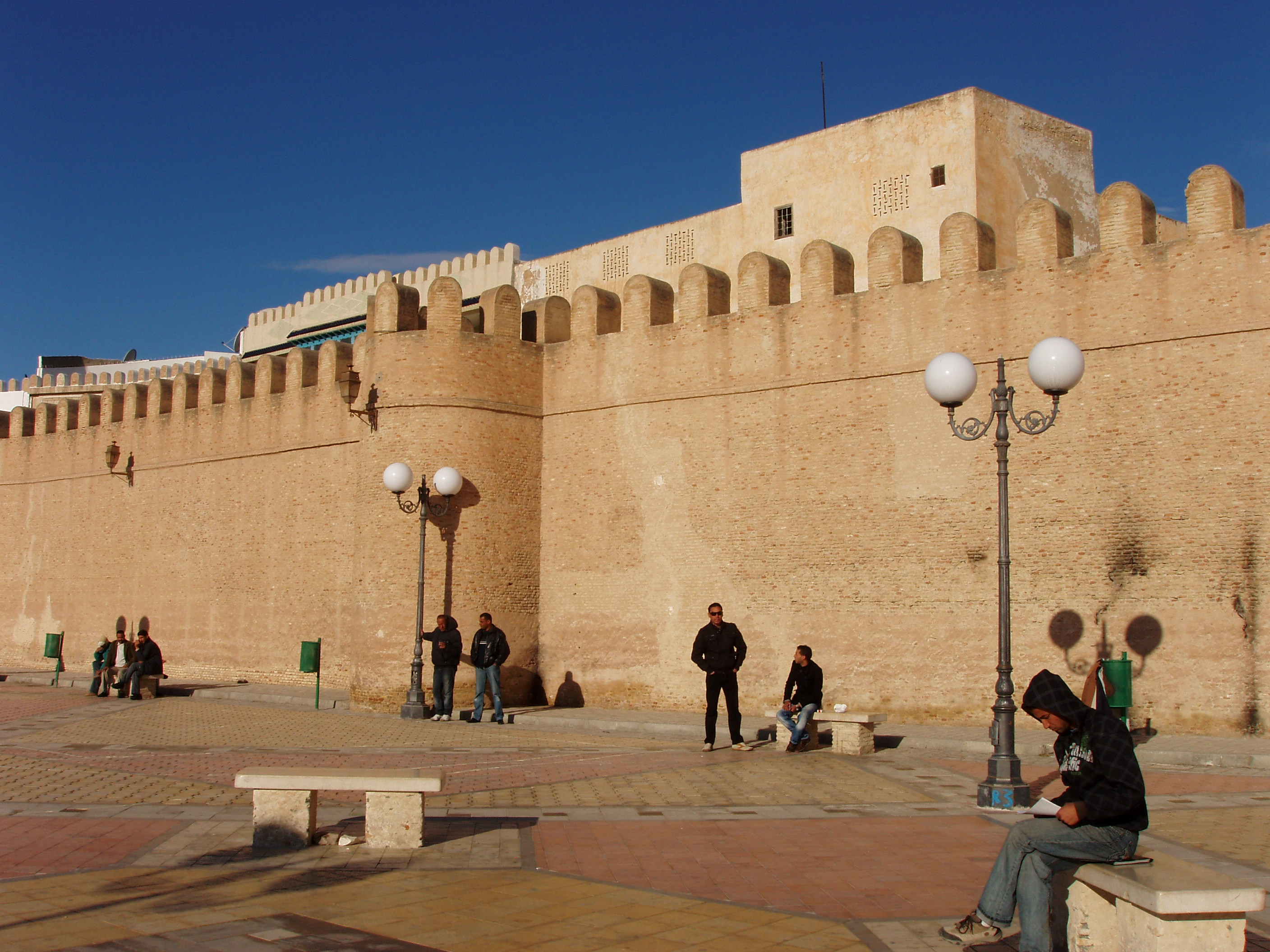
Vue partielle des remparts de Kairouan.

Les remparts de Kairouan sont un monument historique tunisien entourant la médina de Kairouan.

## Histoire
Les premiers remparts de Kairouan, percés de six portes, sont élevés en 762 sous le règne du calife abbasside Al-Mansur, par l'intermédiaire de son gouverneur Mohamed Ibn Al Ashaath Al Khouzai. Reconstruits vers 1054, à une époque où la ville est encore prospère, ils mesurent alors pas moins de neuf kilomètres. À la suite des invasions hilaliennes survenues vers 1057, la taille de la cité ainsi que l'étendue de ses remparts se réduisent considérablement. Les murailles actuelles remontent aux travaux ordonnés par les souverains husseinites et sont réalisés entre 1706 et 1772.

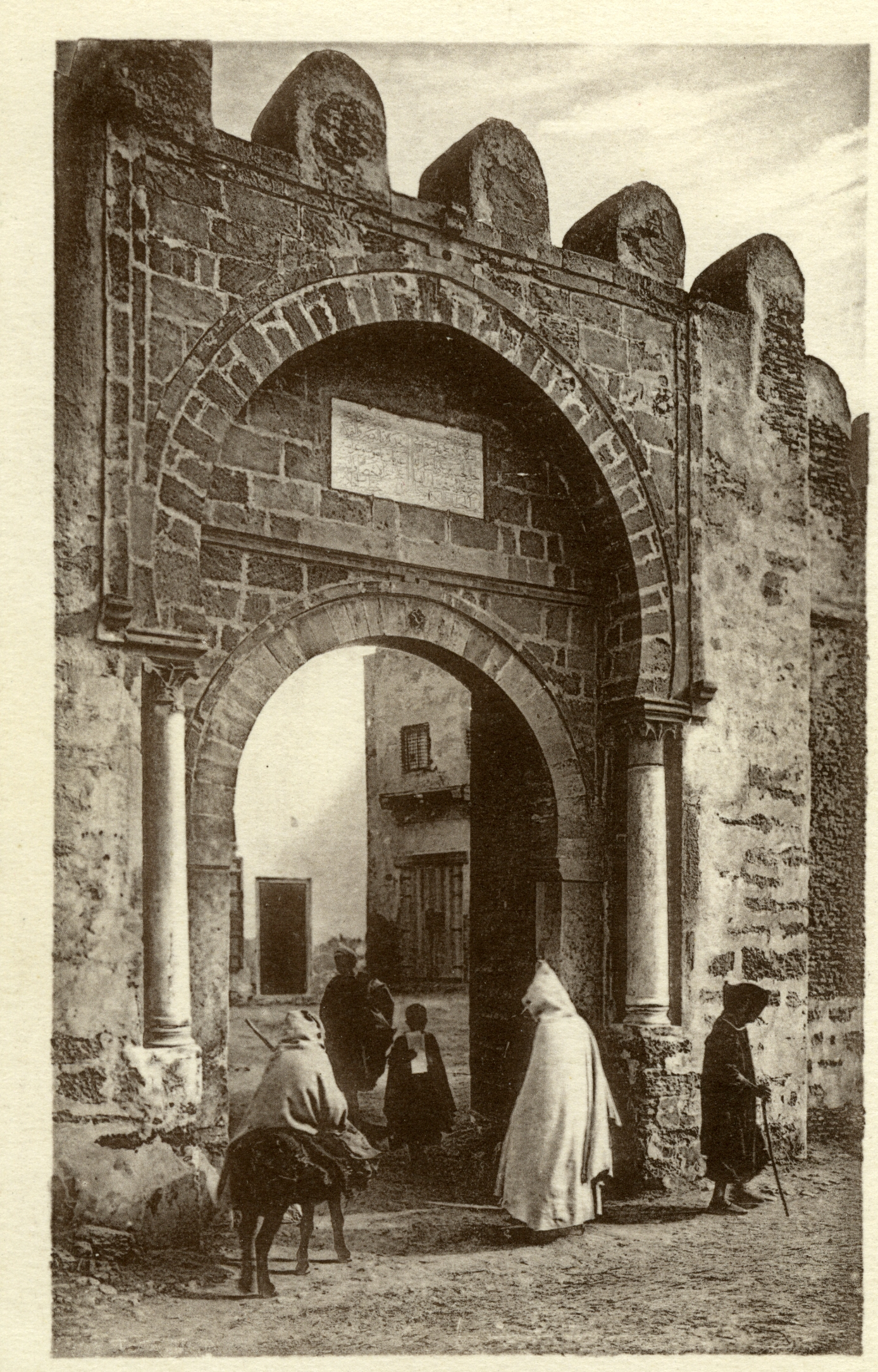
L'une des portes de l'enceinte (Bab Djedid) vers 1900.
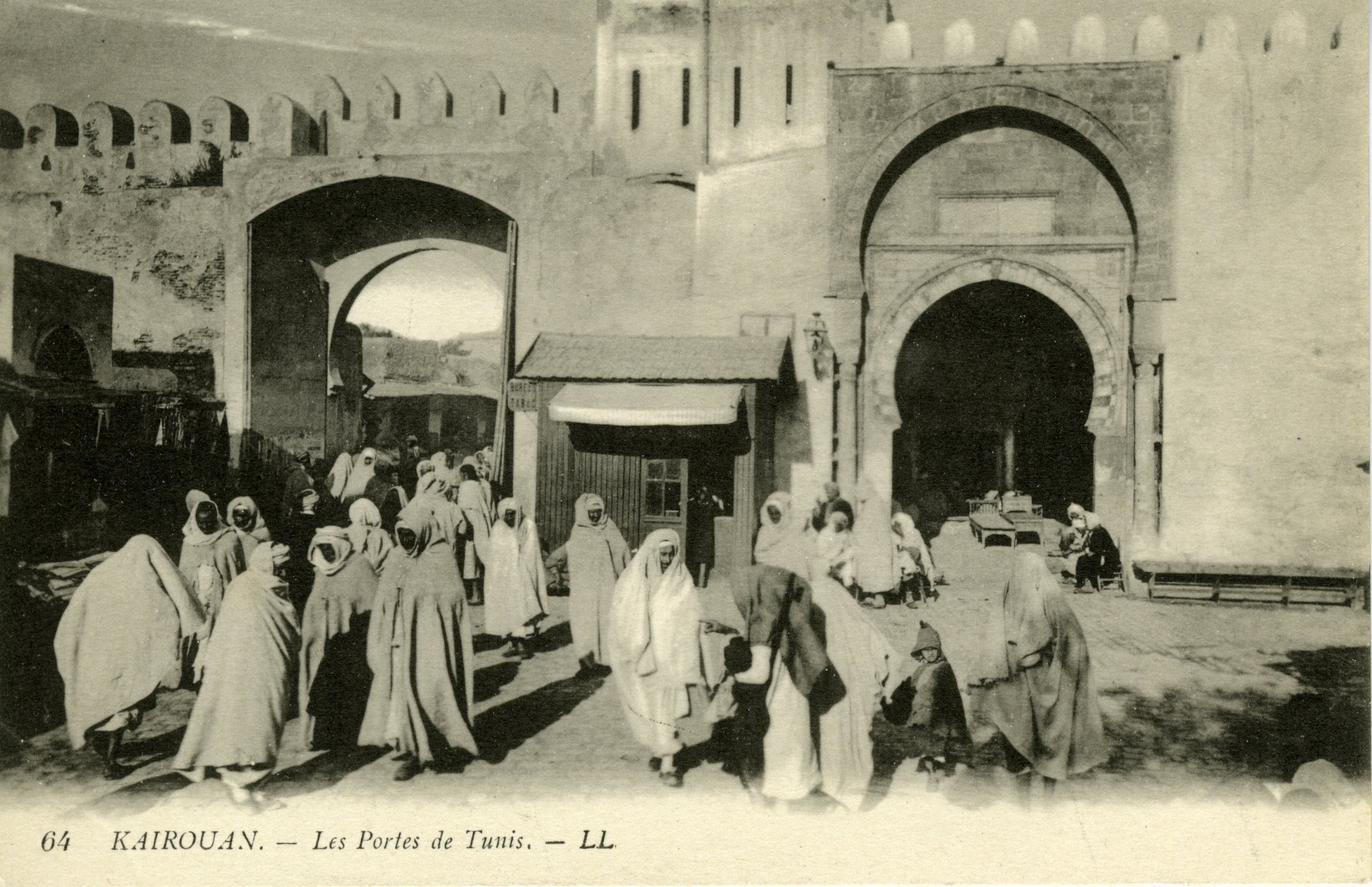
Vue d'une autre porte de l'enceinte (Bab Tounes) vers 1900.
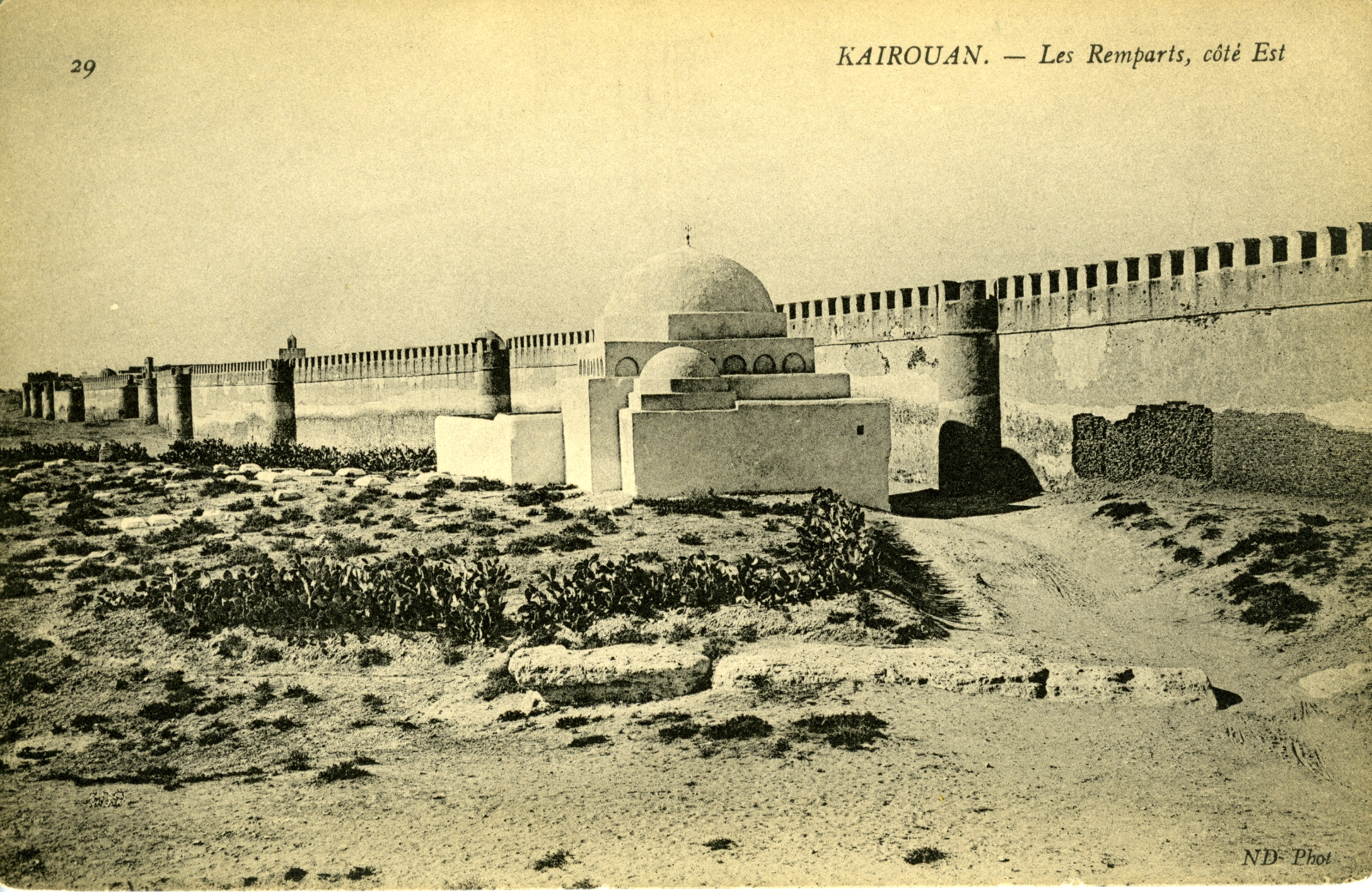
Vue des remparts au début du XXe siècle.

Le 16 décembre 2023, une partie des remparts au niveau de Sidi Siouri s'effondre et tue trois ouvriers occupés à des travaux de restauration. Deux enquêtes, administrative et judiciaire, sont ouvertes dans la foulée.

## Description

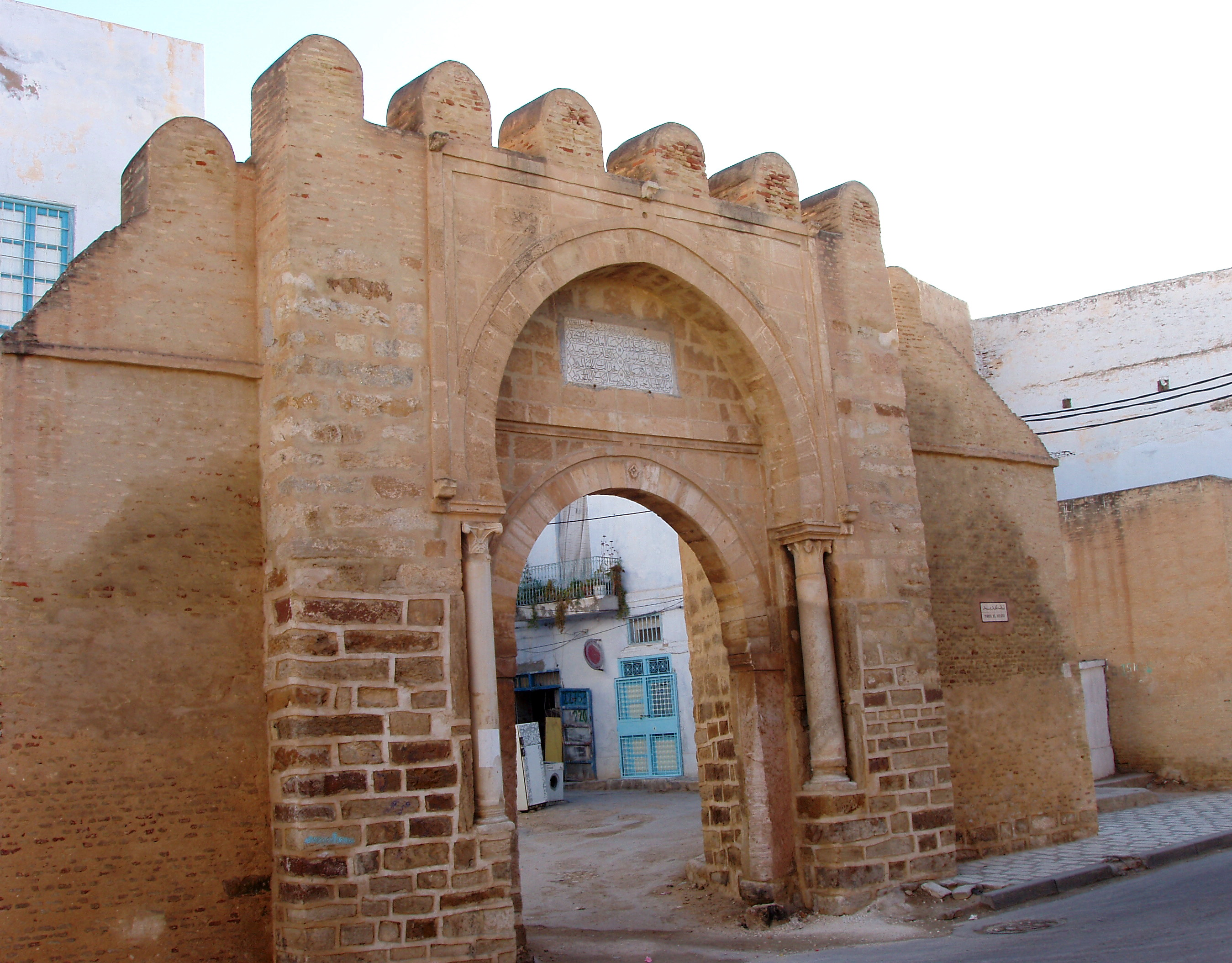
Vue de la porte Bab Djedid surmontée d'un panneau commémoratif.

Les remparts, édifiés principalement en briques cuites et en pisé, entourent une médina de 54 hectares ; leur périmètre est de 3,5 kilomètres pour une hauteur comprise entre quatre et huit mètres.

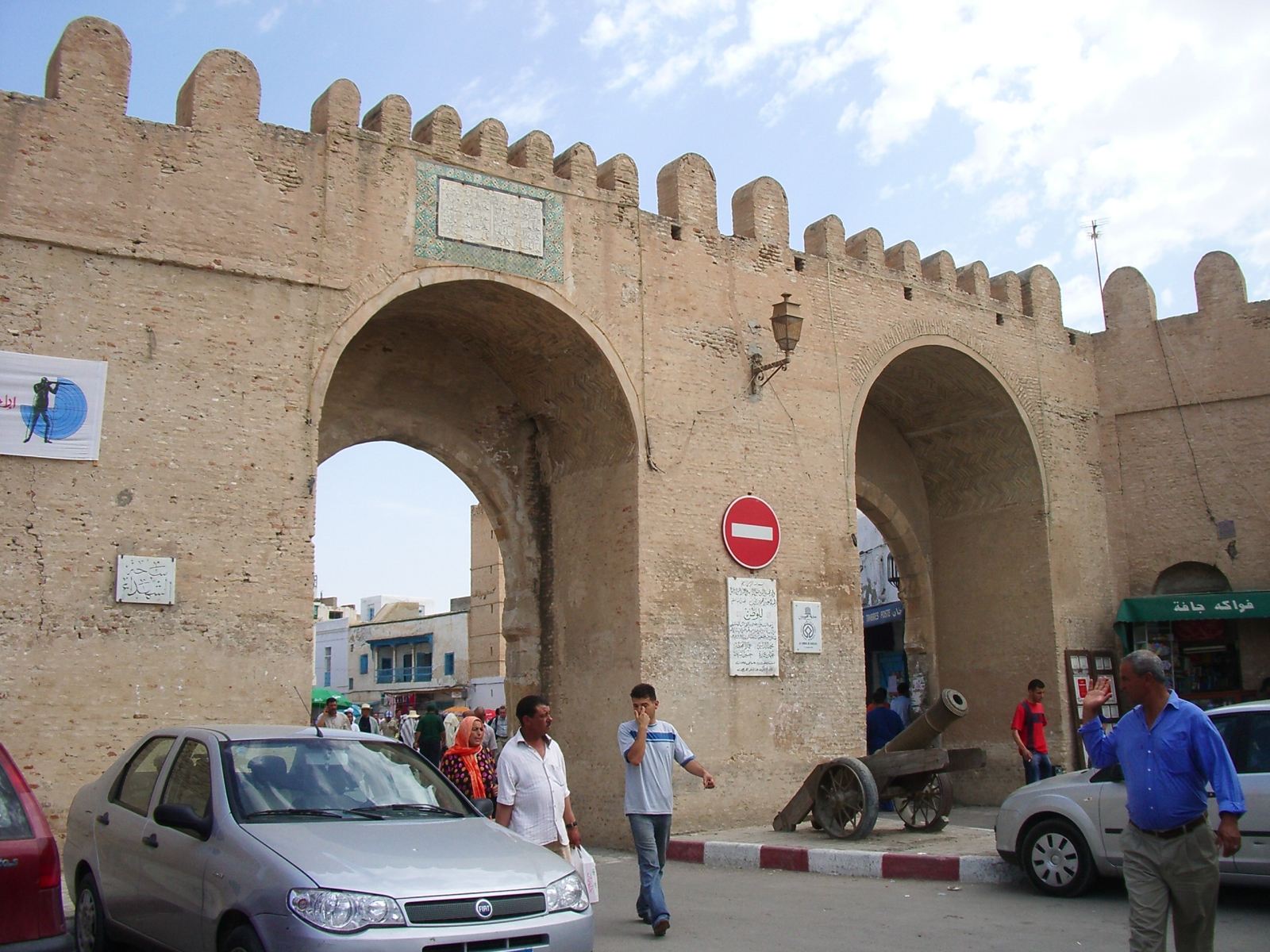
Gros plan sur une porte de l'enceinte de la médina.

Couronnés de merlons arrondis, ils sont flanqués de vingt tours rondes et de bastions polygonaux et rectangulaires destinés à accueillir des pièces d'artillerie. Les portes, dont un certain nombre sont de forme rectangulaire, sont encadrées de plaques de pierres inscrites chacune dans un arc brisé outrepassé reposant sur deux colonnes. Ces dernières sont surmontées chacune d'un chapiteau recevant une imposte et un abaque à corniche en chanfrein. L'arc est cerné d'un cadre rectangulaire présentant des corbeaux au niveau de sa partie supérieure.
Le répertoire ornemental, composé de motifs végétaux et épigraphiques, se concentre essentiellement dans les fûts et les parties supérieures des colonnes encadrant les portes. Ces dernières sont parfois surmontées de panneaux commémoratifs écrits en graphie naskhi. Au total les remparts de Kairouan comportent huit portes. À l'angle nord-ouest des remparts, se dresse la vaste kasbah (citadelle) qui couvre une superficie de plus de 7 000 m2 ; de nos jours elle a été réaménagée en hôtel.
Les remparts kairouanais constituent un bon exemple de fortifications adaptées aux techniques de défenses militaires, tout en gardant les caractéristiques des murailles ifriqiyennes médiévales.

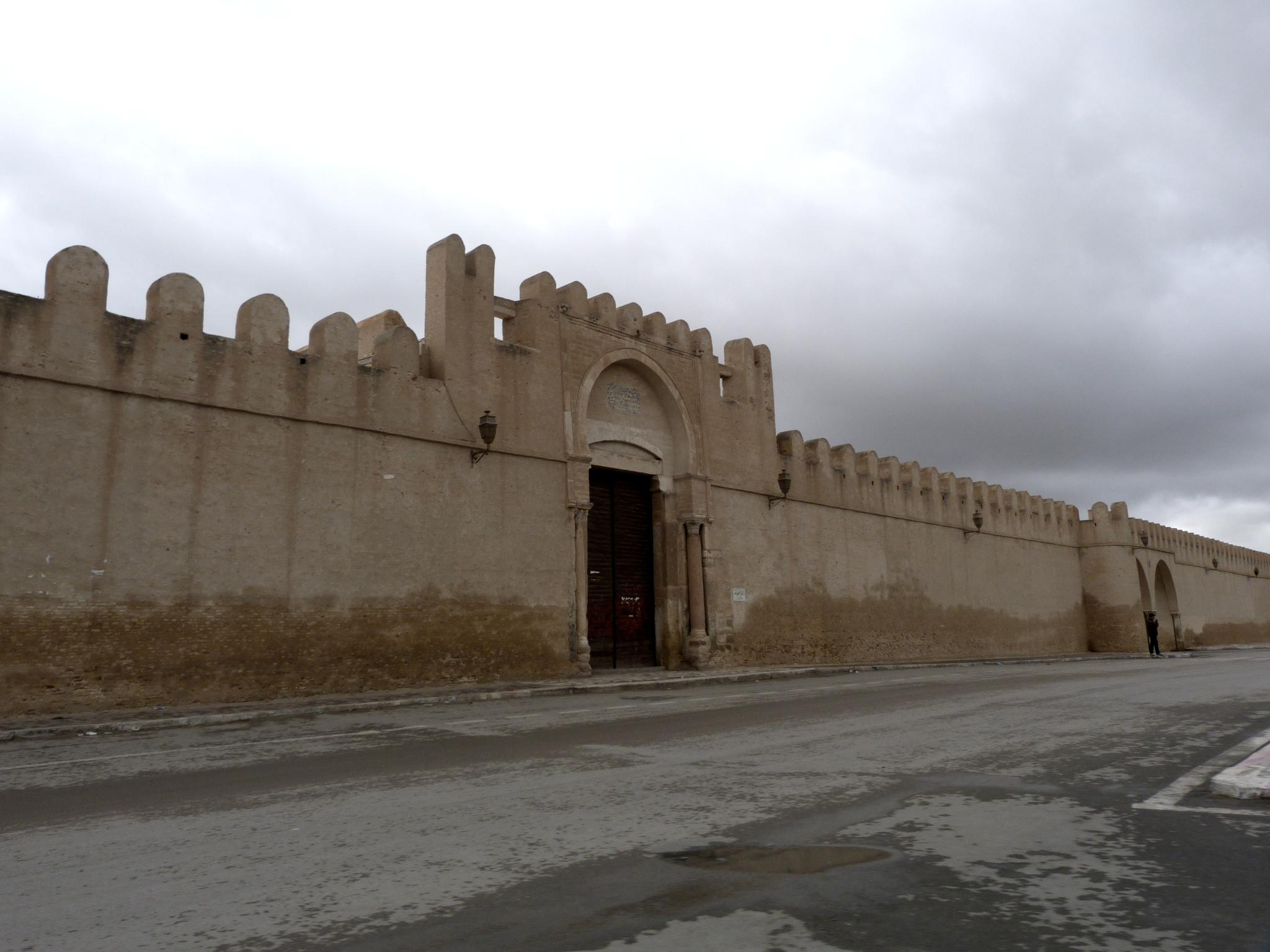
Remparts de la médina de Kairouan.
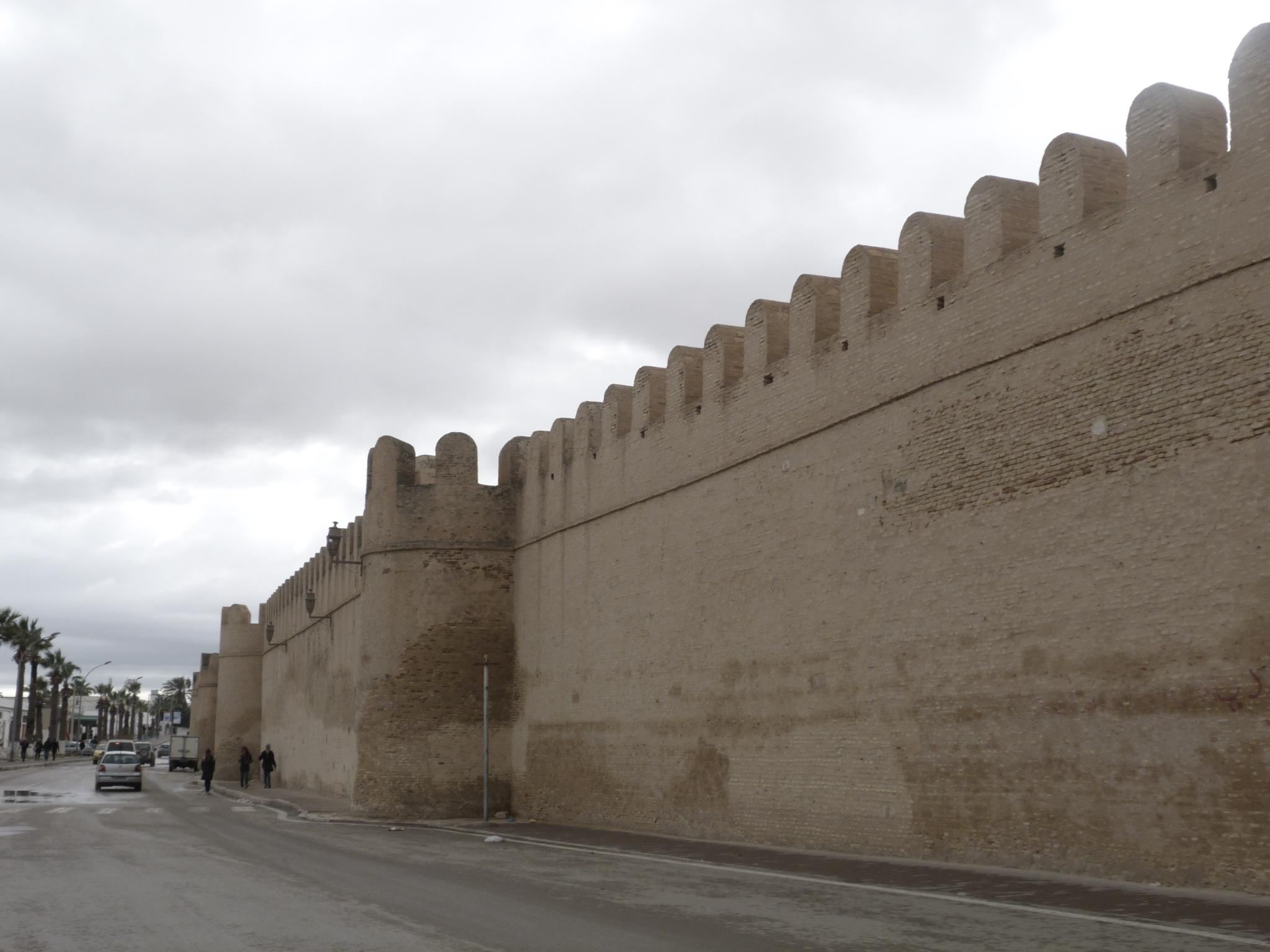
Autre vue des remparts.
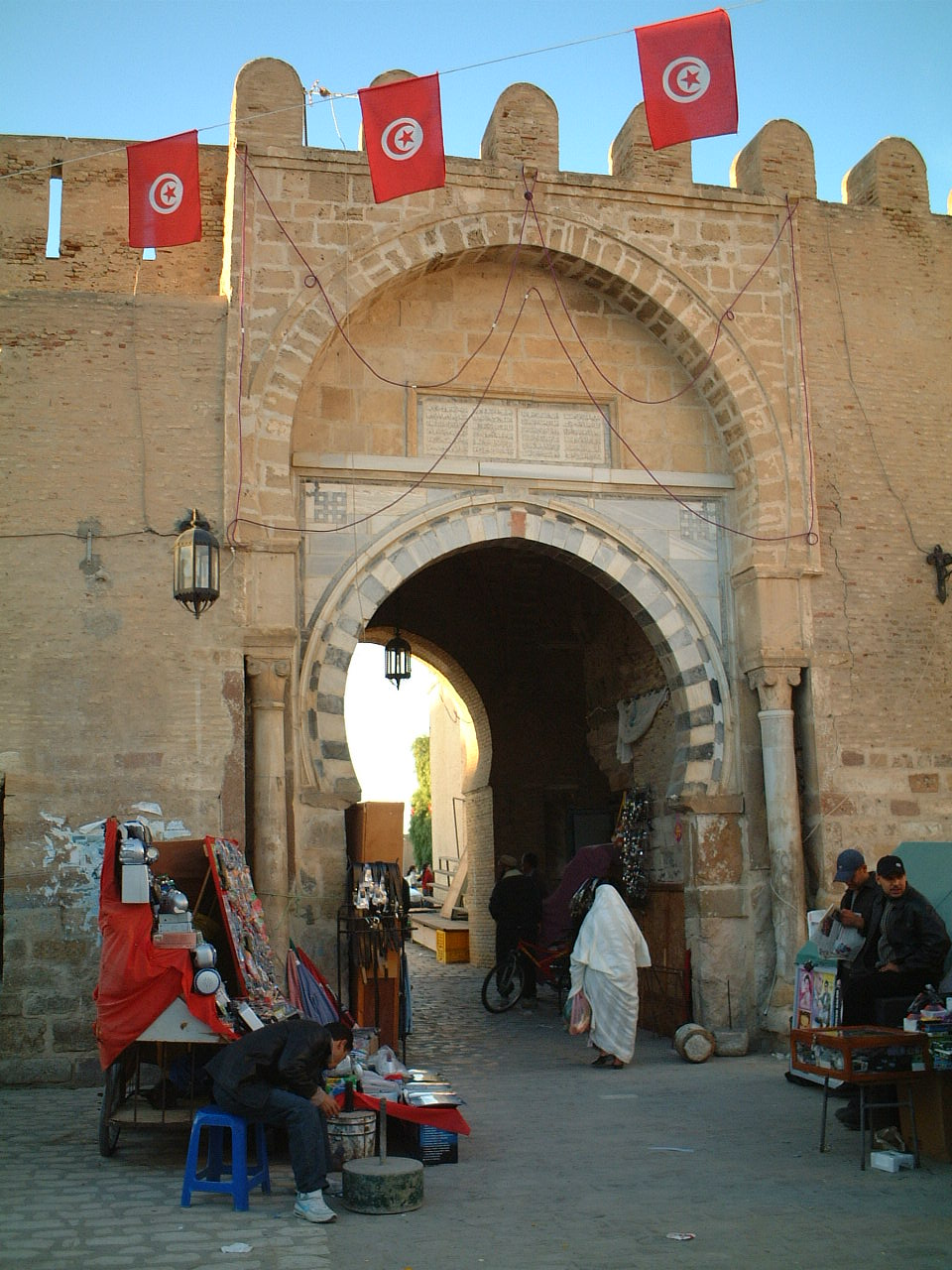
Vue de l'une des portes de la médina.